# Daniel Santos
Daniel Santos (ur. 10 października 1975 w San Juan) – portorykański bokser, były zawodowy mistrz świata organizacji WBA i WBO w kategorii lekkośredniej (do 154 funtów) oraz WBO w kategorii półśredniej (do 147 funtów), brązowy medalista igrzysk olimpijskich w Atlancie w 1996 w kategorii półśredniej.

## Kariera amatorska
W 1990 roku zdobył brązowy medal mistrzostw świata juniorów w Limie. Dwa lata później na mistrzostwach świata w Montrealu powtórzył ten wynik. W 1994 roku zajął trzecie miejsce na Igrzyskach Dobrej Woli w Sankt Petersburgu. Rok później zdobył srebrny medal na igrzyskach panamerykańskich w Mar del Plata. W 1996 roku reprezentował Portoryko na igrzyskach olimpijskich w Atlancie. Wygrał pierwsze trzy walki: z Ernestem Mboa, Kabilem Lahsenem i Narimanem Ataevem, a następnie przegrał w półfinale z późniejszym złotym medalistą, Olegiem Saitowem i ostatecznie zdobył brązowy medal. Po igrzyskach zakończył karierę amatorską z bilansem 117 zwycięstw i 3 przegranych i przeszedł na zawodowstwo.

## Kariera zawodowa

### Początki i tytuł mistrza świata WBO w kategorii półśredniej
Pierwszą zawodową walkę stoczył we wrześniu 1996 roku. Pierwszej porażki doznał w maju 1999 roku z Kofi Jantuahem, w swojej dwudziestej drugiej walce. Pojedynek zakończył się technicznym nokautem w piątej rundzie. 27 listopada 1999 roku zmierzył się z Ahmedem Kotiewem w walce o tytuł mistrza WBO w kategorii półśredniej. Santos przegrał ten pojedynek na punkty po niejednogłośnej decyzji sędziów. W maju 2000 roku doszło do pojedynku rewanżowego między tymi bokserami. Tym razem wygrał Santos, nokautując rywala w piątej rundzie, zdobywając tym samym tytuł mistrza świata WBO w kategorii półśredniej.
W roku 2000 zdążył jeszcze dwukrotnie obronić swój tytuł: w lipcu znokautował w czwartej rundzie złotego medalistę olimpijskiego z Seulu i zawodowego mistrza świata WBO w kategoriach lekkiej i junior półśredniej, Giovanniego Parisi, a w grudniu znokautował już w drugiej rundzie Neila Sinclaira.
21 lipca 2001 roku zmierzył się z Antonio Margarito, późniejszym mistrzem świata WBO, WBA i IBF. Pojedynek zakończył się już po 2 minutach i 11 sekundach z uwagi na duże rozcięcie skóry nad prawym okiem Meksykanina. Walka została uznana za nieodbytą, a Santos zachował swój pas mistrzowski.

### Tytuł mistrza świata WBO w kategorii junior średniej
Po walce z Margarito Santos zrezygnował z tytułu mistrza świata WBO w kategorii półśredniej, aby móc zmierzyć się o wakujący tytuł tej samej organizacji w kategorii junior średniej. Do pojedynku doszło 16 marca 2002 roku, a jego rywalem był Yori Boy Campas. Santos wygrał przez techniczny nokaut w jedenastej rundzie, ponieważ Meksykanin nie mógł kontynuować pojedynku z uwagi na głębokie rozcięcia skóry na twarzy. W sierpniu tego samego roku po raz pierwszy obronił swój nowy tytuł, pokonując na punkty Mehrduda Takaloo. W dziesiątej rundzie sędzia pojedynku rozważał możliwość przerwania walki z powodu rozcięć skóry w okolicach obu oczu Irańczyka.
W roku 2003 Santos stoczył tylko jeden pojedynek: 28 czerwca pokonał jednogłośną decyzją sędziów na punkty Fulgencio Zunigę. 17 kwietnia 2004 roku, w trzeciej obronie mistrzowskiego pasa, pokonał na punkty Amerykanina Michaela Lermę. 11 września 2004 roku doszło do drugiej walki z Antonio Margarito. Pojedynek zakończył się techniczną decyzją sędziów w dziesiątej rundzie, po tym jak sędzia, po konsultacji z lekarzem, zdecydował się przerwać walkę z uwagi na bardzo duże rozcięcie skóry przy prawym oku Meksykanina. Do tego momentu pojedynek był bardzo wyrównany: jeden sędzia punktował 86-85 na korzyść Margarito, dwóch – na korzyść Santosa, odpowiednio 87-84 i 86-85. Poprzedni pojedynek między tymi pięściarzami także zakończył się z powodu kontuzji Margarito, która uniemożliwiała mu dalszą walkę.
Santos stracił swój tytuł w grudniu 2005 roku, przegrywając na punkty z Ukraińcem Serhijem Dzyndzyrukiem. Portorykańczyk w ósmej rundzie był liczony.

### Tytuł mistrza świata WBA w kategorii junior średniej
W 2006 roku tylko raz wystąpił na ringu – w lipcu już w pierwszej rundzie znokautował mało znanego boksera Willa Evansa. 6 czerwca 2007 roku w walce eliminacyjnej organizacji WBA pokonał José Antonio Riverę przez techniczny nokaut w ósmej rundzie i został oficjalnym pretendentem do tytułu mistrza świata. 11 lipca 2008 roku zmierzył się z niepokonanym wcześniej mistrzem świata WBA, Joachimem Alcine, któremu odebrał pas mistrzowski nokautując go w szóstej rundzie. Pas mistrzowski stracił w następnej walce, 14 listopada 2009 roku, przegrywając jednogłośnie na punkty z Jurijem Formanem w stosunku 116-110, 117-109 i 117-109. Był też dwukrotnie liczony – w drugiej i dwunastej rundzie.